# عيضة المنهالي
 عيضة المنهالي  (1 يناير 1977 -)، مغني وملحن وشاعر إماراتي.

## حياته
لاقى في بداية مسيرته الفنية معارضة من قبل والده الذي رفض دخوله عالم الغناء لذلك بدأ عيضة مسيرته سنة 1996 بأداء الشعر ملحّنا بدون آلات موسيقية مما يعرف بفن «الشلات» لأنّ ذلك يعتبر من التراث.
واحتفل المغنّي الإماراتي عيضة المنهالي بزفافه يوم الخميس الموافق 22 نوفمبر 2024 بحضور عدد من شيوخ آل نهيان وآل مكتوم، بالإضافة إلى ولي عهد إمارة رأس الخيمة الشيخ محمد بن سعود القاسمي.

## أعماله
تميز عيضة المنهالي في فن الشلات واستمر على ذلك قرابة السبع سنوات قبل أن يدخل عالم الغناء
أصدر الفنان عيضة المنهالي أوّل ألبوم له سنة 2002 بعنوان «مهما جرى» وفي سنة 2003 ألبوم «خايف عليك» وأصدر ألبومه الثالث «مالك عذر» سنة 2005 وألبوم «سود العيون» 2006 وألبوم «حصر الحلا» 2009 وألبوم هدية صيف 2010 وألبوم هدية صيف 2011 وألبوم شعراء رأس الخيمة والذي يتضمن 200 أغنية سجلها الفنان في وقت وجيز حيث تضمن الألبوم صدى كبير من الجمهور العربي

## الحفلات
شارك في عدة مهرجانات أهمها «هلا فبراير» و «ليالي دبي» و «ليالي مسقط» و «حفلات صلالة» و «مهرجان قطر» و «مهرجان جرش» ومهرجان أم الإمارات